# سن-دنی-دو-برومپتون، کبک
سَن-دُنی-دو-برُمپتون (به فرانسوی: Saint-Denis-de-Brompton) قصبه‌ای در منطقه شهری لو وال-سن-فرانسوا ناحیه استری در استان کبک کانادا است. در سرشماری سال ۲۰۱۱ این قصبه ۲٬۹۹۲ نفر جمعیت داشته‌است و مساحت آن ۷۰٫۲۵ کیلومتر مربع است.